# Brian Sears
Brian Jay Sears, född 21 januari 1968 i Fort Lauderdale, Florida, är en amerikansk travkusk. Sears är en av USA:s främsta kuskar, och anlitas flitigt av andra tränare. Den 26 augusti 2018 passerade Sears 10 000 segrar i sulkyn.

## Karriär
Sears växte upp i en travintresserad familj. Hans far Jay Sears var även han travtränare och kusk, och vann över 1400 lopp. Även hans farfar Gene Sears vann över 1000 lopp. Sears har kört många topphästar, bland annat tre vinnare av utmärkelsen Horse of the Year: Rocknroll Hanover (2005), Muscle Hill (2009) och Bee A Magician (2013). Sears har dominerat några av USA:s tuffaste travbanor, då han bland annat tagit ett flertal kuskchampionat på Meadowlands Racetrack och hamnat i topp på Yonkers Raceway.
Sears har bland annat vunnit USA:s största treåringslopp, Hambletonian Stakes tre gånger; 2009 med Muscle Hill, 2013 med Royalty For Life och 2015 med Pinkman. Han har även vunnit motsvarigheten för ston, Hambletonian Oaks två gånger; 2009 med Broadway Schooner och 2013 med Bee A Magician.
Under 2018 hamnade Sears i blåsväder med Meadowlands ägare Jeff Gural, som portade Sears från banan då denne ogillat att Sears kört lopp på andra banor i närheten då Meadowlands haft tävlingsdagar. Tvisten löstes inom loppet av en vecka, och Sears fick återigen tillåtelse att köra på Meadowlands.
Den 6 oktober 2018 slog Sears det absoluta världsrekordet tillsammans med hästen Homicide Hunter, då de vann loppet Allerage Farms Open på The Red Mile på tiden 1.48,4 (1.07,6). Det tidigare rekordet hade Sebastian K. och Åke Svanstedt med tiden 1.49,0 (1.07,7).
Den 13 oktober 2018 vann han International Trot på Yonkers Raceway tillsammans med hästen Cruzado Dela Noche, tränad av Marcus Melander. Ekipaget var spelat till 31 gånger pengarna, och segern var värd 500 000 dollar (ca 4,5 miljoner kronor). Ekipaget vann även Arthur J. Cutler Memorial 2019.
Den 26 oktober 2019 vann han Breeders Crown Open Trot med den franske storstjärnan Bold Eagle.

### Sverigebesök

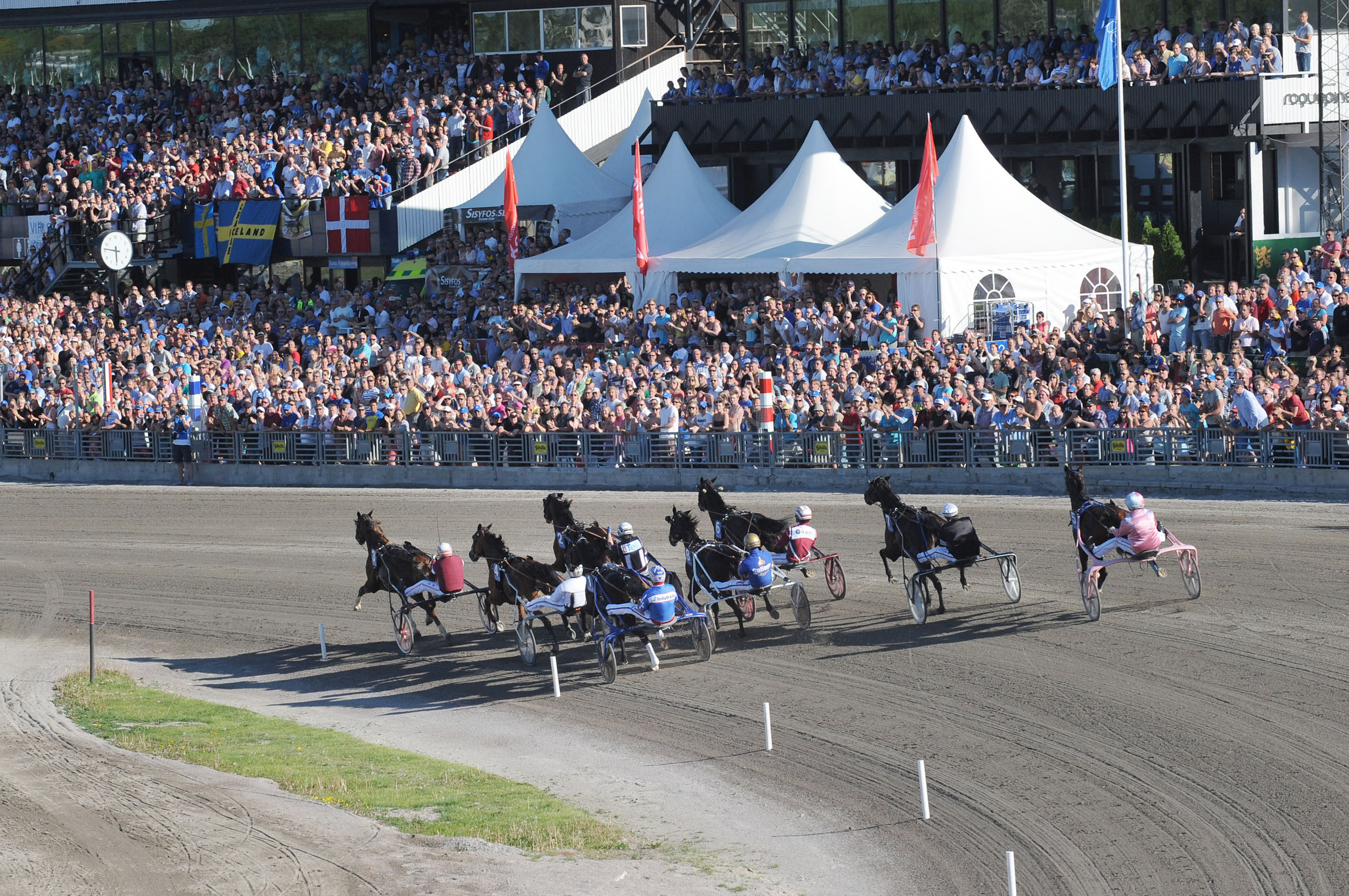
Elitloppet 2012: Sears och Arch Madness i rygg på ledande Commander Crowe och Christophe Martens

År 2012 besökte Sears Sverige i samband med årets upplaga av Elitloppet. Han körde då hästen Arch Madness åt Trond Smedshammer. Ekipaget kom på andra plats i både försök och finalheatet (båda gångerna bakom Commander Crowe).

## Utmärkelser
1991 blev Sears utvald till Rising Star of the Year av United States Harness Writers Association.
2016 valdes Sears in i Harness Racing Hall of Fame, då han vunnit mer än 9 600 lopp, och kört in över 170 miljoner dollar. Den 2 juli 2017 valdes han in i Harness Racing Museum & Hall of Fame i Goshen, New York.